# Karl Ernst
Karl Ernst (ur. 1 września 1904 w Berlinie-Wilmersdorfie, zm. 30 czerwca 1934 w Berlinie-Lichterfelde) – niemiecki polityk, członek NSDAP, poseł do Reichstagu (1932–1934), przywódca SA na Brandenburgię (od 1933), tajny radca w Prusach (od 1933). Został rozstrzelany podczas nocy długich noży (niem. Röhm-Putsch).
Często wiązany z pożarem Reichstagu – miał złożyć zeznania obciążające SA i nazistów za podpalenie gmachu parlamentu Rzeszy. Jednak dokument ten okazał się fałszerstwem komunistycznej prasy na wygnaniu.

## Życiorys

### Wczesne lata (1904–29)[4]
Urodzony w Berlinie Ernst, uczęszczał do szkół ludowych w Berlinie-Wilmersdorfie i Berlinie-Grunewaldzie. W latach 1918–1921 zdobył wykształcenie kupieckie ze specjalizacją w handlu zagranicznym.
Od 1918 angażował się w narodowy ruch młodzieżowy. W 1920 wstąpił do związku młodzieżowego Großdeutscher Jugendbund, a następnie do stowarzyszenia Freikorps Eskadron Grunewald, gdzie służył w Gwardyjskiej Dywizji Strzelców Konnych. W latach 1929–1923 był członkiem organizacji Wiking-Bund.
Do 1923 pracował jako pracownik handlowy w Berlinie i Moguncji. W 1923 wstąpił do oddziałów SA.
Po nieudanym puczu monachijskim w listopadzie 1923 oraz delegalizacji NSDAP, Ernst działał w szeregu różnych radykalnych organizacji ultra-prawicowych. Pomiędzy 1924 a 1926 należał do założonej przez Ernsta Röhma formacji Frontbann, do której przeszło wielu członków zdelegalizowanych oddziałów SA oraz do organizacji „Ulrich von Hutten” utworzonej przez dowódcę Freikorps Gerharda Roßbacha. W okresie tym Ernst popadł również w konflikty z prawem – został oskarżony o spiskowanie, naruszenie spokoju publicznego i pomoc w uwolnieniu więźniów.
Ernst pracował zawodowo, często zmieniając pracę – był zatrudniony m.in. jako pracownik banku, sprzedawca, sekretarz, kelner czy paź hotelowy w Berlinie, Moguncji i Gdańsku.
W nowo założonej NSDAP Ernst należał do przywódców SA w Monachium (od 1927 do maja 1931).

### Lata późniejsze (1929–34)

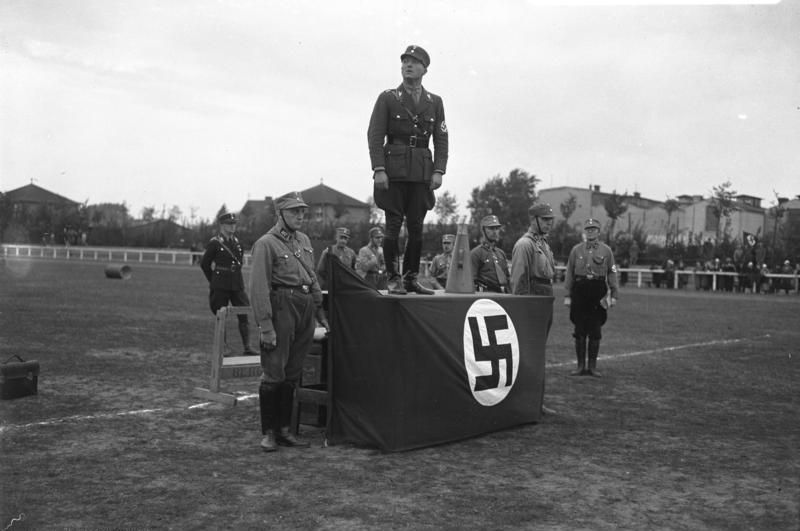
Karl Ernst przemawiający na festynie sportowym SA w Berlinie-Köpenick, 1932

Pomiędzy 1919 a 1931 Ernst studiował przez trzy semestry w Wyższej Szkole Polityki w Berlinie (niem. Deutsche Hochschule für Politik).
W wyniku tzw. rewolty Stennesa (niem. Stennes-Revolte) – zamieszek w berlińskiej SA, którymi kierował Walter Stennes – Ernst został szefem sztabu SA w kwietniu 1931. Z tytułu tej funkcji, brał udział razem z von Helldorfem w akcji antyżydowskiej 12 września 1931 (niem. Kurfürstendamm-Krawall). Na ten dzień przypadało święto żydowskiego nowego roku Rosz ha-Szana. Około 1000 SA-manów skandowało hasła antyżydowskie, m.in. „Juda, verrecke” (pol. giń Żydzie) i „Schlagt die Juden tot!” (pol. zabijcie Żydów), lżąc i bijąc Żydów wychodzących z synagogi. Wieloosobowa grupa szturmowała położoną nieopodal kawiarnię Cafe Reimann przy Kurfürstendamm 25, wielu gości odniosło obrażenia. Ernst został skazany razem z von Helldorfem w listopadzie 1931 na 6 miesięcy więzienia oraz grzywnę. W lutym 1932 kara więzienia została anulowana, a Ernst musiał jedynie zapłacić grzywnę za ubliżanie Żydom.
W grudniu 1931 Ernst jako SA-Oberführer został adiutantem berlińskiej grupy SA. Od lipca 1932 do marca 1933 przewodził podgrupie SA Berlin-Ost. 1 marca 1933 otrzymał stopień SA-Gruppenführera i objął dowództwo nowo utworzonej SA-Obergruppe III. Jednocześnie, jako następca von Helldorfa, był od 20 marca 1933 specjalnym pełnomocnikiem najwyższych przywódców SA (niem. Sonderbevollmächtigte der Obersten SA-Führung (OSAF)) na Berlin i Brandenburgię. Od 1 grudnia 1933 objął stanowisko SA-Standortführera w Berlinie. Od marca 1933 podlegał policji polowej SA (niem. SA-Feldpolizei), która zajmowała się prześladowaniem przeciwników nazistowskiego reżimu.
Karl Ernst utrzymywał kontakty z Erikiem Janem Hanussenem, znanym żydowskim jasnowidzem, który znał przywódców SA i często udzielał im pożyczek (m.in. von Helldorfowi). Podczas seansu spirytystycznego 26 lutego 1933 Hanussen miał przepowiedzieć pożar Reichstagu. Prawie miesiąc po pożarze gmachu Reichstagu, 24 marca 1933, Ernst wydał rozkaz aresztowania Hanussena. Hanussen został zabity, a jego ciało odnaleziono później w lesie pod Berlinem. Według jednej z teorii, Hitler miał zlecić zabójstwo Hanussena, według innej Ernst działał na własną rękę lub na zlecenie von Helldorfa a zabójstwo Hanussena miało tak wzburzyć Hitlera, że ten wydał rozkaz zabicia Ernsta.
W 1931 Ernst utrzymywał przyjacielski kontakt z austriackim pisarzem Arnoltem Bronnenem, a także z Augustem Wilhelmem Hohenzollernem (znanym popularnie jako „Auwi”) – synem byłego cesarza Wilhelma II.
Od lipca 1932 do marca 1933 Ernst zasiadał w Reichstagu z ramienia NSDAP, reprezentując trzeci okręg wyborczy w Poczdamie. Od marca 1933 do listopada 1933 był posłem do Reichstagu z drugiego okręgu wyborczego w Berlinie, funkcje te pełnił ponownie od listopada 1933 do 20 lipca 1934. 11 lipca 1933 został mianowany tajnym radcą w Prusach (niem. preußischer Staatsrat).

### Domniemany homoseksualizm
W 1931 w czerwcowym wydaniu socjaldemokratycznego pisma „Münchner Post” pisano o homoseksualnych aferach Ernsta Röhma, a prasa lewicowa podejrzewała o homoseksualizm jego przyjaciół. Karl Ernst wymieniany był obok Edmunda Heinesa, Paula Röhrbeina, Karla Zentnera, gauleitera Helmutha Brücknera, Karla du Moulin-Eckarta i dowódcy Freikorps Gerharda Roßbacha.
W obiegu publicznym znalazły się sfałszowane listy porucznika Paula Schulza – który ciężko ranny uniknął śmierci w 1934 ratując się ucieczką za granicę – informujące o długoletnim związku Ernsta z Paulem von Röhrbeinem, któremu Ernst pomógł w karierze partyjnej. Ernst nazywany był w nich panią von Röhrbein.
Podczas rewolty Stennesa na wiosnę 1931 zwolennicy Stennesa byli bardzo wzburzeni rzekomym homoseksualnym związkiem Röhm-Röhrbein-Ernst. W nocy z 26 na 27 lipca 1931 lokal, w którym przebywali Ernst i Röhrbein był oblegany przez ludzi Stennesa. Ernst wezwał na pomoc lojalną szturmówkę SA, która zaaresztowała buntowników. Według jednego z zachowanych protokołów, dowódca szturmówki Stennesa, Walter Bergmann, podczas aresztowania, w obelżywy sposób oskarżał Ernsta o homoseksualny związek z Röhrbeinem. Żeby uciąć tego typu zarzuty Karl Ernst ożenił się 17 września 1933 z Minną Wolf. Świadkami na ślubie byli Hermann Göring i Ernst Röhm.

### Aresztowanie i śmierć

#### Konflikt SA z Reichswehrą
Obawiający się zamachu Hitler, by zachować pełnię władzy, pozwalał na wzajemne walki między swoimi podwładnymi. W rezultacie trwały polityczne przepychanki pomiędzy Göringiem, Goebbelsem, Himmlerem i Heydrichem a Röhmem i jego SA. Rola SA w przyszłej obronie nazistowskiej Rzeszy nie była jasno określona. W styczniu 1934 Röhm rozkazał utworzyć ciężko zbrojne siły. Każda brygada SA otrzymała regiment i batalion strażniczy. Rozpoczęło to konflikt z Reichswehrą, którą Röhm chciał zintegrować z podlegającymi mu oddziałami SA. Regularna armia była przerażona wielkością SA – w 1934 SA liczyła prawie 3 miliony członków (4 miliony wliczając członków Stahlhelm i innych organizacji paramilitarnych powiązanych z SA) przeciw armii liczącej (wskutek obostrzeń nałożonych przez traktat wersalski) 100.000 żołnierzy. Hitler opowiedział się po stronie Reichswehry.
Ponadto SA dążyła do przeprowadzenia rewolucyjnych zmian w gospodarce i sferze socjalnej, m.in. znacjonalizowania wielkich przedsiębiorstw. Hitler, natomiast, nigdy nie był wielkim zwolennikiem realizacji socjalistycznych celów nazizmu.
Władza Röhma i jego pełna przemocy organizacja przerażały jego rywali. Himmler wraz z Heydrichem zgromadzili dossier sfabrykowanych dowodów na to, że Röhm i SA spiskują przeciw państwu. „Dowody” zaprezentowano Hitlerowi, wzbudzając w nim podejrzenie, że Röhm chciał użyć SA, by dokonać zamachu stanu. Według Goebbelsa, Karl Ernst miał wprowadzić stan gotowości dla członków SA w Berlinie.

#### Noc długich noży
Mając poparcie grup interesu wojska i przemysłu, Hitler zdecydował się działać. Röhm wraz z innymi przywódcami SA przebywał wówczas na urlopie w Hotelu Hanselbauer w Bad Wiessee nad jeziorem Tegern w Bawarii, oczekując na spotkanie z Hitlerem następnego dnia.
30 czerwca Hitler objął osobiście dowództwo nad akcją aresztowania Röhma. W następnych godzinach aresztowano również innych przywódców SA, wielu z nich zostało rozstrzelanych na miejscu. Hitler wykorzystał czystkę SA także w celu wyrównania rachunków za pucz monachijski – zamordowani zostali między innymi: Gregor Strasser i Gustav Ritter von Kahr, były kanclerz Kurt von Schleicher i konserwatywny rewolucjonista Edgar Jung.
Ernst został aresztowany podczas podróży poślubnej w porcie Bremy w drodze na Maderę. Drogą powietrzną został przetransportowany do Berlina i wieczorem 30 czerwca rozstrzelany przez komando SS w koszarach w Berlinie-Lichterfelde. Według jednej z wersji Ernst umierał z pozdrowieniem “Heil Hitler” na ustach, według innej do końca przekonywał, że jest niewinny.

## Pożar Reichstagu
Karl Ernst jest często wiązany z pożarem gmachu parlamentu Rzeszy, który miał miejsce w lutym 1933. Budynek Reichstagu został najprawdopodobniej podpalony, jednak okoliczności pożaru do tej pory nie zostały wyjaśnione. Według jednej z teorii, opublikowanej w Paryżu w 1933 przez Willego Münzenberga w tzw. Brunatnej Księdze (niem. Braunbuch über Reichstagsbrand und Hitler-Terror, w skrócie Braunbuch), podpalenia miała dokonać grupa SA-manów wraz z Karlem Ernstem na zlecenie Göringa i Goebbelsa. SA-mani mieli przedostać się do gmachu przejściem podziemnym łączącym pałac prezydenta Reichstagu – Göringa – z parlamentem. W środku budynku mieli rozlać benzynę, a także inne łatwopalne substancje chemiczne, a następnie podpalić gmach, po czym wrócić tunelem do mieszkania Göringa.
W maju 1933 przed sądem w Lipsku o podpalenie Reichstagu oskarżono holenderskiego komunistę Marinusa van der Lubbego, ujętego na miejscu zdarzenia oraz prominentnych działaczy partii komunistycznej: Ernsta Torglera (przewodniczącego frakcji KPD w Reichstagu) oraz członków Kominternu, Bułgarów Georgi Dimitrowa (późniejszego długoletniego sekretarza generalnego Kominternu, po II wojnie światowej komunistycznego premiera Bułgarii), Błagoja Popowa i Wassila Tanewa.
Ernst miał pozostawić zeznanie tzw. testament Ernsta, w którym szczegółowo opisał podpalenie Reichstagu przez nazistów. Akcję z polecenia Göringa i Goebbelsa mieli zaplanować m.in. hr. Wolf-Heinrich von Helldorf (szef berlińskiej policji), Karl Ernst, Edmund Heines (SA-Obengruppenführer i szef policji w Breslau) a podpalenia miał dokonać Ernst wraz z dwoma zaufanymi SA-mannami i Marinusem van der Lubbe. Jednak dokument ten okazał się fałszerstwem komunistycznej prasy na wygnaniu.